# Ульяновка (Куюргазинский район)
Ульяновка (баш. Ульяновка) — деревня в Куюргазинском районе Республики Башкортостан Российской Федерации. Входит в состав Таймасовского сельсовета.

## География

### Географическое положение
Расстояние до:
- районного центра (Ермолаево): 50 км,
- центра сельсовета (Новотаймасово): 15 км,
- ближайшей ж/д станции (Кумертау): 35 км.

## Население
| 2002 | 2009 | 2010 |
| ---- | ---- | ---- |
| 58   | ↘46  | ↘9   |

Национальный состав
Согласно переписи 2002 года, преобладающая национальность — русские (90 %).